# ライフ イズ ストレンジ2
『ライフ イズ ストレンジ 2』（原題：Life Is Strange 2）は、フランスのゲームスタジオDONTNODが開発し、スクウェア・エニックスよりグローバル版が2018年9月以降に、日本語版が2020年3月26日に発売されたコンピュータゲーム。『ライフ イズ ストレンジ』の続編。

## 概要
ワシントン州シアトル郊外に住むショーン（16歳）と、超自然的な能力が発現したダニエル（9歳）の、旅を通じての成長と兄弟愛を描く。日本語版キャッチコピーは「ひとつの選択だけで 人生は決まらないから」。
ゲーム内の世界および時間軸はシリーズ各作品と繋がっており、前作『ライフ イズ ストレンジ』の3年後が舞台となる。シリーズ過去作で登場した人物や場所も一部再登場する。また前作同様、アメリカの社会問題（本作では移民、人種差別、国境問題など）もストーリーに取り込んでいる。

### リリース状況
グローバル版は2018年9月27日以降、数ヶ月に1エピソードずつ全5エピソードがリリースされ、2019年12月3日に完結した。音声は英語のみ。字幕およびUIは9言語に対応している（日本語非対応）。
日本語版は2020年3月26日発売。リリース方式は以下のとおり。
- 音声： 日本語／英語を選択可能
- 字幕 / UI： 日本語／英語ほか各言語を選択可能
- PS4版： ダウンロード(DL)配信のほか、パッケージ版も販売
- Microsoft Windows(Steam) / Xbox One版： DL配信のみ（既に配信中のグローバル版に対して、無料で日本語化アップデートを提供）

## ゲームシステム
前作同様「ポイント＆クリック」の三人称視点アドベンチャーゲームで、プレイヤーキャラクター（ショーン）を操作して様々なオブジェクトを調べたり人物と話をするなどして情報を集め、ゲームを進行させる。また、ショーンには絵画の趣味があり、特定の場所で情景や人物をスケッチしてプレイ記録に残すことができる。本作にゲームオーバーの概念はなく、プレイヤーの選択や行動に沿って展開が変化しながらストーリーが進んでいくマルチエンディング方式。ほか、新規ゲームスタート前の選択（前作の結末）によってもゲーム展開が少し変化する。
ショーンを操作中、ダニエルはショーンの周辺でAIにより自動的に行動し、発言する。プレイヤーの行動や選択がAIの規範（ダニエルの道徳心や兄弟愛）を変化させ、以降のダニエルの言動やストーリー展開だけでなく、物語の結末にも重大な影響を与える。

## The Awesome Adventures of Captain Spirit
『The Awesome Adventures of Captain Spirit（オーサム・アドベンチャーズ・オブ・キャプテン・スピリット）』は、本作の発売に先立って無料リリースされた短編のスピンオフ作品。本作がなくても入手・プレイ可能。
『The Awesome Adventures of Captain Spirit』のセーブデータは本作（エピソード2）プレイ開始時に自動的に引き継がれ、本作でのゲーム展開に少し影響を及ぼす。また、本作（エピソード2）開始前のタイミングで、『The Awesome Adventures of Captain Spirit』を先にプレイするよう促すシステムメッセージが表示される。

## 評価
本作グローバル版はアメリカ・欧州を中心に、前作『ライフ イズ ストレンジ』に迫る高い評価を受けた。Metacriticの集計によると、特に最終章（エピソード5）では前作以上の高評価を受けている。
日本語版は、週刊ファミ通クロスレビューにて9、9、9、9の合計36点（40点満点）でプラチナ殿堂入りしている。

### 主な受賞タイトル
- 2018年 Ping Awards : 審査員特別賞
- 2019年 ゴールデンジョイスティックアワード：Outstanding Contribution Award（ライフ イズ ストレンジ 全シリーズ）
- 2020年 Pégases Awards : ストーリーデザイン賞
- 2020年 英国アカデミー賞ゲーム部門 : 主演男優賞（ショーン役：ゴンザロ・マーティン）

## 主な登場人物
声の表記は「英語音声 / 日本語音声」各担当声優。年齢表記はゲーム初登場時点。

### 主要人物
ショーン・ディアス (Sean Diaz)
声：ゴンザロ・マーティン / 浜田洋平
本作のプレイヤーキャラクター。クリエイティブで保護的、やや繊細な16歳の男子学生。2000年8月15日生まれ。
ゲーム開始時点ではシアトル郊外で父と弟との三人暮らし。アメリカ生まれだが、ある程度スペイン語も話せる。
メキシコ移民の家族ということで、ディアス家は一部の白人から侮辱や差別を受けている。
ダニエル・ディアス (Daniel Diaz)
声：ロマン・ディーン・ジョージ / 松本沙羅
ショーンの弟。純粋無垢で茶目っ気があり、好奇心旺盛な9歳の男子。2007年4月11日生まれ。
父が撃たれた瞬間、突然に超自然的な能力が発現する。当初は制御不能だったが、練習を重ねるうちに能力をコントロールできるようになっていく。能力使用には疲労を伴うことが示唆されている。

### エピソード1
エステバン・ディアス (Esteban Diaz)
声：アマダー・プラセンシア / 川端快彰
ショーンとダニエルの父。自動車整備士。メキシコ北西部（ソノラ州）のプエルト・ロボスからの移民。
ライラ・パーク (Lyla Park)
声：メイ・パク / 原優子
ショーンの親友で、同じ学校に通うアジア系の17歳の女子。ディアス家の面々とも顔馴染で、ショーンとは何でも言い合える気さくな性格。
ブレット・フォスター (Brett Foster)
声：ロバート・シアラー / 髙山滉
ディアス家の隣人である白人青年。ショーンたちには挑発的・差別的な態度を取る。
ハンク・スタンパー (Hank Stamper)
声：ドン・バルダラモス / ふくまつ進紗
レーニア山 (Mt.Rainier) 近くのガソリンスタンドを経営する白人の中年男性で、妻（ドリス）は同店員。木彫り熊の工作が趣味。
保守的なアメリカ愛国者で、移民に対しては排外的（レッドネック、ヒルビリー）。短気かつ乱暴な面もある。
ブロディ・ホロウェイ (Brody Holloway)
声：ボレン・ウォーカー / 古賀明
兄弟がガソリンスタンドで出会う、ユタ州出身の白人男性。
車で各地を巡りながら、ブログなどウェブサイト上に取材記事を掲載して些細な収入を得ているジャーナリスト。
マッシュルーム (Mushroom)
ハンクのガソリンスタンド内で里親募集に出されていた雌の子犬（イングリッシュ・スプリンガー・スパニエル系）。ダニエルが命名した。

### エピソード2
クリストファー・エリクセン（クリス） (Christopher Eriksen)
声：チャンドラー・マンティオーネ / 佐藤美由希
ビーバークリークに住む9歳の男子。スピンオフ作品『The Awesome Adventures of Captain Spirit』の主人公。2007年2月8日生まれ。
超能力を操るスーパーヒーローになることを夢見る、想像力と好奇心に溢れた少年。
約2年前に母エミリー (Emily) を事故で亡くし、現在は父チャールズとの二人暮らし。
チャールズ・エリクセン (Charles Eriksen)
声：ニック・アポストライズ / 高橋英則
クリスの父。学生時はバスケットボール選手として大活躍、その後ブラックウェル高校出身のエミリーと結婚してクリスが誕生した。
妻を失って以降は全てが上手くいかず、アルコール依存症となる。普段は優しいものの、悪酔い時には他罰的かつ暴力的になり、他人やクリスにも当たってしまうことがある。
クレア・レイノルズ (Claire Reynolds)
声：ナンシー・クロニグ / 宮沢きよこ
ショーンとダニエルの祖母（母方）。夫スティーヴンと2人でエリクセン家の隣に住む。クリスチャン。
ルールには厳格だが世話好きで、父子家庭となったエリクセン家を気にかけ、度々クリスに声かけをしている。
スティーブン・レイノルズ (Stephen Reynolds)
声：ジョン・オコネル / 前田弘喜
ショーンとダニエルの祖父で、クレアの夫。地元の元消防長。鉄道模型などの工作が趣味。
訪問してきた孫たちを家に迎え入れ、信頼してクレアと共に保護する。
ホットドッグマン (Hawt Dawg Man)
『Life Is Strange』シリーズ各作品内の節々で登場するマスコットキャラクター。特に『The Awesome Adventures of Captain Spirit』では、彼を主人公にした「マスタードパーティー2」というモバイルゲームをプレイすることもできる。食品の「ホットドッグ (Hot Dog) 」とは英語の綴りが異なる。

### エピソード3
キャシディ (Cassidy / Lucy Rose Jones)
声：サラ・J・バーソロミュー / 足立由夏
自由を重んじ、仲間のフィンと共にアメリカ各地を渡り歩くホーボー（ヒッピー）、ストリートシンガーの若い女性。テキサス州出身。毒舌的なユーモアが得意。
ショーンたちとはオレゴン州ビーバークリークのマーケットで初めて会い、カリフォルニア州ハンボルト郡で再会している。
フィン (Finn / Finnegan McNamara)
声：マシュー・ガレンスタイン / 木島隆一
キャシディの仲間の若い男性で、同じく自由を重んじる。会話中で「LGBTQ+」（性的少数者）であることが示唆されている。
面倒見がよく、浮浪者キャンプメンバーの中ではリーダー的な存在。
ジェイコブ・ハッカーマン（ジェイク） (Jacob Hackerman)
声：デイビッド・バルデス / 宮崎遊
浮浪者キャンプで暮らす20歳男性で、シャイな性格。かつてネバダ州の「アップライジング教会」で信仰治療を受けていたが、うつ症となり自身や信仰に疑問を持ち、家族の元を離れてキャンプに合流している。サラ・リーという9歳の妹がいる。
浮浪者キャンプ（他の農場労働者）
ハンナ・レヨーメ (Hannah Reyome)
声：ハンナ・プリチャード / 金田愛
放浪生活を9年続けている女性。キャシディとよく喧嘩するが仲は悪くない。
ペニー (Penny / Baptist Dean Mickael)
声：オーバル・ウィリアムズ / 松重慎
明るい性格の黒人男性。行方不明になった友人を捜し続けている。
イングリッド (Ingrid)
声：ブリー・クリスチャンセン / 岡本沙保里
アンダーズ (Anders)
声：ルーカス・ヘルマーソン / 前田雄
スウェーデン、マルメ出身の旅行者カップル。
メリル (Jonathan Merrill)
声：ベン・ジュランド / 松田健一郎
ハンボルト郡にある非合法な大麻農場の責任者を務める中年男性。
「ビッグ・ジョー」 (Big Joe、 声：かわむら拓央) という大柄な部下を従え、大麻栽培のため浮浪者たちを雇って働かせている。ビッグ・ジョー共々高圧的であり、規律を守らせるためには労働者への脅迫や暴力も厭わない。

### エピソード4
マリア・エレナ・フローレス (Maria Elena Flores)
声：ジェーン・サントス / 金田愛
FBI捜査官の女性。ショーンたちに関わる案件を担当する。
ジョーイ・ピーターソン (Joey Peterson)
声：ジャマール・ダグラス / 野澤英義
セイクリッドホープ病院 (Sacred Hope Hospital) の男性看護師。ポジティブな性格。
リスベス・フィッシャー (Lisbeth Fischer)
声：ビクトリア・ハンセン / 野首南帆子
ヘイブン・ポイントにある新興宗教系「アップライジング教会」の女性牧師。ダニエルを受け入れ、自分の教会に住まわせる。
強烈な宗教的信念を持ち、「ダニエルとその能力は神からの贈り物」と考え、信仰治療（祈りによって病気は癒せる）を盲信している。
ニコラス・デュランド (Nicholas Durand)
声：ショーン・ロウ / 米田基裕
大柄な男性。リスベスの信徒で、同性愛者を嫌悪している。暴行事件で投獄されていた過去を持ち、現在も暴力的。
サラ・リー・ハッカーマン (Sarah Lee Hackerman)
声：ソフィア・ミンツ / 川瀬晶子
ジェイコブの妹。9歳。慢性の肺炎を患っている。信仰治療を信じる両親によってリスベスの教会に預けられ、通常の治療は受けておらず、病状も良化していない。
カレン・レイノルズ (Karen Reynolds)
声：ジョリーン・アンダーソン / 寺依沙織
ショーンとダニエルの実母。8年前に夫エステバンと離別し失踪しており、以降は音信不通状態で所在も不明だった。そのためショーンは母を「自分たちを見捨てた利己的な人」と考え、ずっと軽蔑していた。
現在はアリゾナ州グランド・キャニオン近くにあるキャンプコミュニティ「アウェイ」で、廃棄車両を住居にして一人で生活している。

### エピソード5
キャンプ居住者
デイビッド・マドセン (David Madsen)
声：ダン・D・W・マッキャン / 野坂尚也
前作の登場人物（クロエの継父で、元軍人）。独り身で生活している。前作では口髭のみだったが、本作では顎髭も蓄え、後髪も伸びている。
前作の結末（新規ゲーム開始時の選択）でどちらを選んだかによって、前作以降のデイビッドおよび彼の親族の遍歴は変化する。
ジョアン・マーカス（ジョー、ジョリー） (Joan Marcus)
声：カレン・カーラー / 福田如子
芸術家の中年女性。カレンの友人。
スタンリー・ピーターセン (Stanley Petersen) 、 アーサー・ピーターセン (Arthur Petersen)
声：デイビッド・ユーク・リー 、 ロバート・フリート / 永野善一
過去を捨て、事実上の同性婚者として暮らしている年配の男性2人。アーサーには離別した元妻や子供もいる。
マディソン (Madison Wright)
声：未公表 / まつだ志緒理
父親のルーク（Luke、声：鷲見昂大）と共に、武装してメキシコからの不法越境者を攻撃し捕らえている国境自警団の民間人女性。既婚者。不法移民に対しては極めて批判的。
ディエゴ (Diego Morales) 、 カーラ (Carla Morales)
声：ランディ・ゴンザレス / 伊藤有希、ヨリス・オシオ / 高津はる菜
不法越境を試みたが、国境警備隊に逮捕され留置場に収監されている若いメキシコ人夫婦。カーラは妊娠中。
いくらかの英語も話せ、グローバル版ではスペイン語と英語を使い分けて会話しているが、日本語版ではそういった設定が無くなっている（同じ言語で話し続け、言語の違いにも言及されない）。

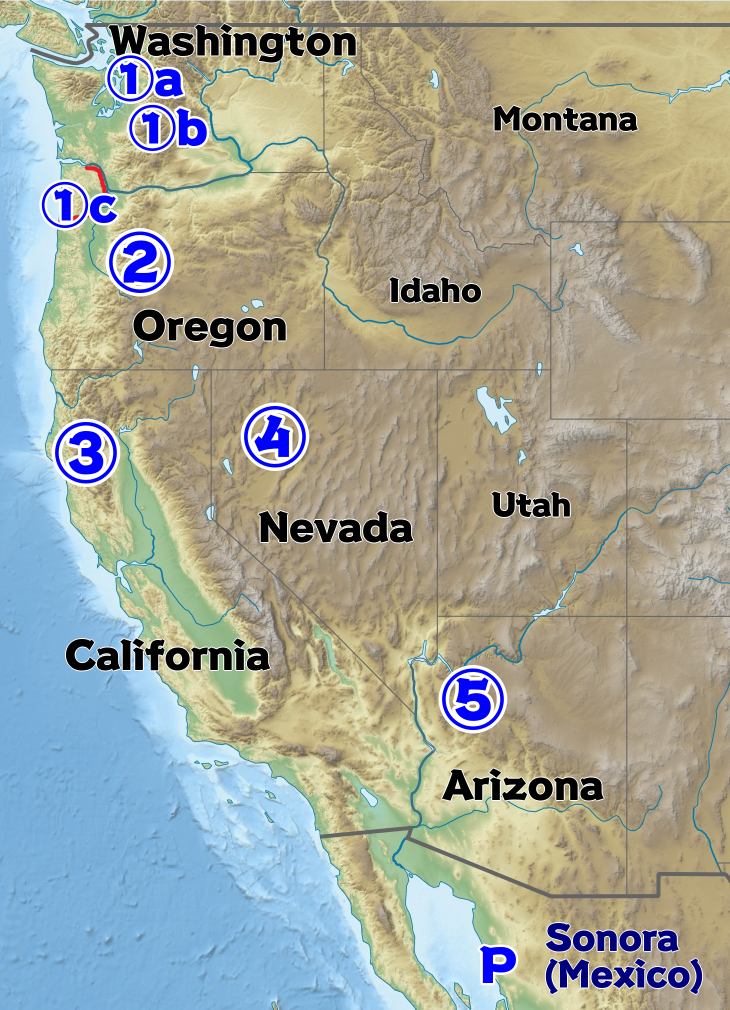
アメリカ西海岸。[1a]-[P]間は直線で約2100km。
[1a]：シアトル、[1b]：レーニア山、[1c]：アルカディア・ベイ（前作の舞台）
[2]：ビーバー・クリーク（オレゴン州）
[3]：ハンボルト郡（カリフォルニア州）
[4]：ヘイブン・ポイント（ネバダ州）
[5]：アウェイ（アリゾナ州）
[P]：プエルト・ロボス（メキシコ・ソノラ州）

## ストーリー
エピソード2以降の冒頭では、ショーンとダニエルを兄弟オオカミ (Wolves) に例えたアバンタイトルが流れる。なお「プエルト・ロボス - Puerto Lobos」の "Lobos" はスペイン語で「オオカミ (Wolves)」。
エピソード1："Roads"（旅立ち）
2016年10月28日。ダニエルは誤って手製の血糊を隣人ブレットにぶち撒けてしまう。ショーンはダニエルに代わって口論するが、不可抗力でブレットを失神させてしまう。するとパトロール中の巡査がこれを殺人現場と勘違いし、ショーンたちに銃を突きつける。騒動に気付いた父エステバンが巡査を止めるため詰め寄ると、巡査は不意に発砲し、父は倒れる（即死）。その瞬間、ダニエルの絶叫と共に現場は何かが爆発したような大惨事となる。ショーンは動転し、気絶しているダニエルを抱え、急いでその場を離れる。
その後、道中で野宿をしたり、ジャーナリストのブロディに助けられたりしながら、ショーンとダニエルはオレゴン州に入る。父を失い、事件の重要参考人として警察にも追われることになった2人は、父の故郷メキシコのプエルト・ロボスを目指して、北アメリカ大陸西部を縦断する長い旅を続ける決意を固める。
エピソード2："Rules"（ルール）
念動力の発現を自覚したダニエルとショーンは、ダニエルが能力をコントロールできるよう訓練を始める。また「人前では能力を隠す」「誰にも言わない」「危険や警察を避ける」という3つのルールを決める。
12月。2人はオレゴンの山岳地、ビーバー・クリークに住む母方の祖父母宅に辿り着く。2人が警察に追われていると知りつつも、祖父母は家に迎え入れる。暫く過ごすうち、2人は隣家の少年クリスとも仲良くなる。また、8年間音信不通の実母カレンが自分達に会いたがっている事実と、所在の手掛かりも知る。
やがて、目撃通報を受けた保安官たちが家を訪れる。祖父母が保安官の気を引く間に2人は家を脱出、行きずりの貨物列車に飛び乗り、2人だけの後ろ盾のない逃避行を再開する。
エピソード3："Wastelands"（不毛の地）
2017年2月。所持金不足の2人は、列車の到着先で偶然再会したヒッピーのキャシディとフィンに誘われ、彼らと共にカリフォルニア州ハンボルト郡の浮浪者キャンプで寝起きしながら、非合法な大麻農場で密かに働いていた。
そんな中、ダニエルは少しずつ兄への反抗心も生まれ、子ども扱いされることを嫌がる場面も見られるようになる。
ある日、ダニエルは農場責任者メリルに理不尽な言い掛かりを付けられ、彼の部下ビッグ・ジョーに殴りかかられた際、皆の面前で不意に能力を使ってしまう。ショーンは止むを得ず、ダニエルの持つ能力をキャンプ仲間に打ち明ける。すると、フィンが「ダニエルの能力で、メリルの金庫から金を奪って逃げよう」と提案する。ダニエルは乗り気、キャシディは大反対する中、ショーンは選択を迫られる。
ダニエルたちは金庫に向かうがメリルに発見され、メリルが発砲した際、ダニエルの能力が暴発。その場にいた者全てが吹き飛ばされ生死不明の状況となってしまう。
エピソード4："Faith"（信仰）
暴発に巻き込まれ意識不明となったショーンは一命を取りとめたが、左眼などに重傷を負い入院。病床にはFBI捜査官も訪れ、取り調べも受けていた。
入院から2ヵ月後の5月。スケッチブックの中に「今はダニエルと一緒に隠れている」というキャンプ仲間・ジェイコブのメモ書きを発見したショーンは病院を脱走し、ジェイコブが以前暮らしていたヘイブン・ポイント（ネバダ州）へ向かう。現地のアップライジング教会でダニエルを発見するが、牧師リスベスに洗脳されてしまっており教会を去ろうとしない。
教会から追い出されたショーンは、そこで実母カレンと8年ぶりに突然再会する。カレンも情報を聞き、教会を訪れてきたのだった。失踪した母を8年間ずっと軽蔑し続けてきたショーンだが、母の話を聞くことで彼女の幾らかを受け入れる。その後2人はジェイコブと会い、信仰治療を受け続けるも肺炎の病状が良化しないジェイコブの妹（サラ・リー）とダニエルを教会から奪還する計画を立て、実行に移す。
エピソード5："Wolves"（狼たち）
ダニエルを取り戻したショーンたちは、カレンが生活するアリゾナのコミュニティ「アウェイ」でしばらく家族3人で暮らしていた。しかし7月、各地で起こした事件によってショーンらは容疑者として指名手配され、明日にもアリゾナに追跡の手が及ぶという情報を入手する。カレンは1人留まって警察を引きつけ、その間に2人を国境へ逃がすと決める。
7月4日。カレンの車を譲り受け、皆に別れを告げた兄弟はアメリカ＝メキシコ国境に到達。ダニエルの能力で国境の壁を破壊し進もうとするが、民間の武装自警団がダニエルの肩を（メキシコからの不法越境者だと誤認して）撃ち、2人を拘束。さらに警察も到着し、2人は逮捕される（自警団も越権行為で逮捕）。
その後。ショーンが警察署の留置場で尋問を受けていると、別室で手当てを受けていたダニエルが能力で警官たちを蹴散らし、ショーンを救出。2人は署を脱走し、車で至急国境ゲートに向かうが、そこにはFBIほか多数の警察車両が武装して待ち受けていた。フローレス捜査官が拡声器で2人に降伏を呼びかける。
「自首する (Surrender) 」か、「国境を突破する (Cross the Border) 」か。包囲され進退窮まったショーンとダニエルは、最後の決断を迫られる。

## 音楽
ライセンス曲の表記は『Official Life Is Strange（Spotify内 公式チャンネル）』公開順。なお『The Awesome Adventures of Captain Spirit』も含め、ゲーム内設定で「ライセンス曲をミュート」する機能が設けられている。
ライセンス曲
1. 「Parade」（Rone） - Captain Spirit
2. 「Moon and Moon」（バット・フォー・ラッシーズ） - Captain Spirit
3. 「Lisztomania」（フェニックス）- Ep.1
4. 「On The Flip Of A Coin」（ザ・ストリーツ） - Ep.1
5. 「No Woman」（Whitney）- Ep.1
6. 「Banquet」（ブロック・パーティ）- Ep.1
7. 「Red」（Mt.Wolf）- Ep.2
8. 「I Found a Way」（ファースト・エイド・キット）- Ep.2 エンディング
9. 「Death with Dignity」（スフィアン・スティーヴンス）- Ep.2、Captain Spirit
10. 「On Melancholy Hill」（ゴリラズ） - Ep.3 オープニング
11. 「Natalie」（Milk & Bone） - Ep.3 エンディング
12. 「I'm Willing」（Ben Lee） - Ep.3
13. 「D.A.N.C.E」（ジャスティス） - Ep.3
14. 「Meaning」（Cascadeur） - Ep.4 エンディング

オリジナル曲 （Jonathan Morali）
1. 「Into The Woods」 - Ep.1 オープニング、エンドクレジット、Ep.5 一部エンディング ほか
2. 「A Long Road Ahead」 - Ep.1 エンディング
3. 「Max & Chloe」 - 前作メインテーマ
4. 「Parting Ways」 - Ep.5 一部エンディング ほか
5. 「Blood Brothers / Lone Wolf」 - Ep.5 一部エンディング
6. etc.

その他
1. 「背中合わせ」（Bray me） - 日本語版ローンチトレーラー